# Giuliano Bonetto
Giuliano Bonetto (Torino, 4 agosto 1971) è un doppiatore e attore teatrale italiano.

## Doppiaggio

### Film
- Trevor Donovan in Love,Fall & Order, Jingle Bell Princess
- Rupert Everett in Wild Target
- Cole Hauser in Acts of Violence
- Mark Rowley in The Last Kingdom - Sette re devono morire
- Patrick Muldoon in Bernie il delfino
- Seu Jorge in Abe
- Kurt Yue in Vendetta
- Devon Sawa in Wolf Hunter
- Chad Michael Murray in Sand Dollar Cove
- Vik Sahay in Piśāca
- Gustavo Garzon in La plenaria del vidente
- Jeff Teravainen in Mommy's little princess
- Julio Perillan in Ignazio di Loyola
- Mark Smith in Day of the Dead: Bloodline
- Mark Strange in Redcon-1
- David La Haye in Confessions
- Matthew Gray Gubler in Life After Beth - L'amore ad ogni costo
- Tony Plana in Nightmares - Incubi
- Tom Goodman-Hill in Everest
- Charlie Bewley in Il martello degli Dei
- David Julian Hirsh in Un amore sotto l'albero
- Ed Westwick in Scherzi della natura (Freaks of Nature)
- Malcolm Goodwin in Una squadra molto speciale
- James Duval in Mission Possible
- Sebastien Huberdau in Obiettivo mortale-Blind Spot
- Robert Moloney in Touch the top of the world e Ice Twisters
- DeRay Davis in Jiminy Glick in Lalawood
- J. Kyle Manzay in Innamorarsi a Manhattan
- Joshua Lee in 2012 Doomsday
- Jackson Hurst in The Mist
- Héctor Jiménez Gudiño in Un Messicano sulla Luna
- Siu-Ho Chin in Battle of the Warriors
- Jason Butler Harner in Pelham 123 - Ostaggi in metropolitana
- Til Schweiger in Il Barone Rosso (film 2008)
- Edward Foy in Robotropolis e Sfida tra i fornelli
- Tom Verica in Zodiac
- Mark DellaGrotte in Colpi da maestro
- Christopher B. Duncan in Ticket Out
- Stephen Blackehart in 100 Million BC
- Vincent Jerome in Gangsters, Guns and Zombies
- Rob Huebel in Spontaneous
- Okorie Chukwu in World of the Dead
- Michael Berresse in State of Play
- Andre Royo in Prospect (film 2018)
- Matt Bell in Good Time Max
- Jerome LePage in Rachel sta per sposarsi
- Adam Johnson in Frozen
- Philip Boyd in The Ex Next Door
- S. Scott McCracken in In Full Bloom
- Lorenzo Pisoni in Big Mama - Tale padre, tale figlio
- Brian Kimmet in Flags of Our Fathers
- John Ross Bowie in La verità è che non gli piaci abbastanza
- John Kepa Kruse in Il coraggio di vincere
- Yi Zhen in La battaglia dei tre regni
- Gerald Webb in Mercenarie
- Kenneth Choi in Baby
- Nathan Rippy in Io vi troverò
- Christopher Mann in Duplicity
- Matt Bushell in In amore niente regole
- Daniel York in Doom
- Brandon Fobbs in Tunnel Rats
- Kevin Robertson in The Box- C'è un regalo per te
- Carson Elrod in 2 single a nozze - Wedding Crashers
- Lukas Penar in Covert one:the hades factor
- Peter Greene in Brothers in Arms (2005)
- Dee Lee in State property - Sulle strade di Philadelphia
- Barry Laws in Shadow play
- Billy Brown in Cacciatori di zombi
- Carlo D'Amore in State Property 2
- Frédéric Maranber in Anything for Her
- Neno Pervan in Within
- Atanas Srebrev in Zombies - La vendetta degli innocenti
- Denis Švedov in Dance to Death - Sfida l'arena

### Film d'animazione
- Kingsglaive: Final Fantasy XV (Nyx Ulric)
- The Witcher: Le sirene degli abissi (Re Usveldt)
- Zone of the Enders: 2167 Idolo (Radium)
- Kenshin - Samurai vagabondo (Takimi Shigure)
- You're Under Arrest - The Movie (Tokairin)
- Inuyasha the Movie - L'isola del fuoco scarlatto (Seiten)
- Romeo e Giulietta - Amore all'ultima pinna (Romeo)
- Cars - Motori ruggenti (Junior)
- Lupin III - Green vs Red (Mikami)
- Mobile Suit Gundam - Soldati del Dolore (Capitano Woody Malden)
- Mazinkaiser contro il Generale Nero (Tetsuya Tsurugi)
- Kung Fu Panda (cliente Po)
- Blue Giant (Anamuna)

### Telenovelas, film TV e miniserie
- Gerald Webb in Air Collision, Mega Shark Versus Crocosaurus
- Rory Kinnear in Brexit: The Uncivil War
- Gary Daniels in Zero Tolerance
- E. Roger Mitchell in Warm Springs
- Gabe Khouth in Santa Baby - Natale in pericolo
- Christopher Sloman in The relief of Belsen
- Jordi Vilasuso in Killer Island
- Johnny Montreuil in Menace sur Kermandec
- Cedric Chevalme in Murder in Mont Saint Michel
- Tim Guinee in The Lost Room
- Nicolas Gerout in L'anno che verrà
- Jeremy M. Inman in Hercules Reborn
- Ethan McDowell in Alien Expedition
- Mohamed Karim in A score to settle
- Stephen Graybill in Paint By Murder
- Chad Michael Murray in Sand dollar cove
- Stephen Bishop in Con questo anello
- Mark Bennington in The Letters
- Alex Lanipekun in Love Blossoms
- Daniel Caltagirone in Eliminators - Senza regole
- Victor Zinck Jr. in Frozen in Love
- Thiago Fragoso in Garibaldi, l'eroe dei due mondi

### Serie televisive
- Ian Anthony Dale in Surface - Mistero dagli abissi
- Chris Chalk in Gotham
- Ato Essandoh in Loop
- Paul Lieberstein in The Office
- Brian Poth in CSI: Miami
- Mark Rowley in The Last Kingdom
- Drew Nelson in The Girlfriend Experience
- Biski Gugushe in Masters of Horror
- James Marsters in Caprica
- William Gregory Lee in Justified
- Silas Weir Mitchell in Criminal Minds: Evolution
- Alex Fernandez in Shark
- Damian O'Hare in Hell on Wheels
- Jason Isaacs in West Wing
- Tom Vermeir in Grond
- Leonardo Sbaraglia in Maradona:sogno benedetto
- Daniel Muñoz in Baby Bandito
- Nelson Franklin in Veep - Vicepresidente incompetente
- Billy Ray Gallion in Lost
- Rizwan Manji in Privileged
- Amen Igbinosun in The Last Ship
- Jonathan Higgins in Odyssey 5
- Gabriel Olds in Streghe
- John Lutz in 30 Rock
- Tobias Slezak in Stargate Universe
- John Marshall Jones in Still Standing
- Joaquin Montes in Superstition
- Noah Nelson in The District
- Douglas Mossman in Hawaii Five-O
- Sebastian Spence in Battlestar Galactica
- Luis Amory in The Long Road Home
- Fred Weller in Monk
- Ivan Cermak in Stargate SG-1
- Will Womble in Giudice Amy
- Joseph Sikora in CSI: NY
- David Rountree in LAX
- Andrew Pifko in Finché morte non ci separi
- Dhaffer L'Abidine in La Bibbia- Dio nella storia
- Chris William Martin in The L Word
- Cole Griffin in Undressed
- Yann Pradal in Braquo
- Christophe Reymond in Law & Order Criminal Intent: Parigi
- Matt Bushell in CSI: NY

### Cartoni animati
- Tetsuya Tsurugi in Mazinkaiser
- Tobari Kumohira in Nabari
- Evan in Turning Mecard
- Bacchus Groh in Fairy Tail
- Rei in Lamù (ep. 130-195)
- Mr. Butlertron in Clone High
- Sportsmaster in Young Justice
- Capitano Woody in Mobile Suit Gundam (ridoppiaggio)
- Armored Gorilla in One-Punch Man
- Phinks in Hunter × Hunter
- Ignignokt in Aqua Teen Hunger Force
- Barts in Fire Emblem
- Cesar in Mobile Suit Z Gundam
- Jarvis Dufraine in Great North
- Sauz in B-Daman
- Zhongkui in Jentry Chau vs The Underworld
- Leight in Brain Powerd
- Yoshito in BECK - Mongolian Chop Squad
- Conte di Gaulmont in Rosa Alpina

### Videogiochi
- Khaled Al-Asad in Call of Duty
- Joshua Summers in Tom Clancy's The Division 2[1]
- Zane Flynt in Borderlands 3[2]

## Teatro
- "La Giara", regia di Mario Brusa (1994-1995)
- "La Natività", regia di Mario Brusa (1996)
- "Suk", regia di Oliviero Corbetta (Compagnia Il Gruppo della Rocca) (1996-1998)
- "Trappola per topi", regia di Stefano de Luca (2000-2001)
- "Arsenico e vecchi merletti", regia di Giancarlo Zanetti (2002)
- "Lo spettacolo della Luna",  regia di Girolamo Angione (2002)
- "La cantatrice calva", regia di Andrea Dosio (2002)
- "Anfitrione" di Plauto, regia di Adriana Innocenti (2002)
- "Puzzle", regia di Miriam Mesturino (2003)
- "Trappola per topi", regia di Pietro Nuti (2003-2004)
- "Mutabbal per quattro", regia di Giuliano Bonetto (2017-2018)
- "Una, nessuna e centomila" regia di Maurizio V. Battista (2024)
- "Ossessiva-Mente", regia di Mimmo Strati (2025)

## Televisione
- Baldini e Simoni - serie tv (1999)  regia Stefano Sarcinelli
- La Sindone- 24ore,14 ostaggi -  film tv (2001) (Tecnico polizia) regia Lodovico Gasparini
- Centovetrine - soap opera (2005) (Avv. Sperlì)